# Diritti LGBT negli Stati Uniti d'America
     Il matrimonio fra persone dello stesso sesso è eseguito e riconosciuto
     Il matrimonio fra persone dello stesso sesso non è eseguito, ma è riconosciuto quando eseguito altrove
     Matrimonio riconosciuto solo dai governi statale e federale
(strisce: giurisdizione mista)
(Barack Obama, Discorso di insediamento alla Casa Bianca 2013)

Situazione legislativa negli USA:
Il matrimonio fra persone dello stesso sesso è eseguito e riconosciuto
Il matrimonio fra persone dello stesso sesso non è eseguito, ma è riconosciuto quando eseguito altrove
Matrimonio riconosciuto solo dai governi statale e federale
(strisce: giurisdizione mista)
^{1} Le giurisdizioni tribali dei Nativi americani hanno leggi indipendenti dalla legge dello Stato di residenza. Il governo federale riconosce i matrimoni celebrati legalmente.

La difesa e ammissibilità dei diritti di lesbiche gay, bisessuali e transessuali (LGBT) negli Stati Uniti d'America si sono evolute nel corso del tempo e sono sempre variate sulla base delle differenti giurisdizioni statali.
Dal 26 giugno 2003 l'attività sessuale tra adulti consenzienti dello stesso sesso, così come quella tra adolescenti con un minimo scarto d'età tra loro, è stata considerata legale a livello federale ai sensi della sentenza espressa dalla Corte Suprema degli Stati Uniti d'America nel caso Lawrence contro Texas la quale ha invalidato definitivamente le leggi all'epoca ancora in vigore che consideravano reato la sodomia - tra consenzienti adulti che agiscono in privato, qualunque fosse il sesso dei partecipanti - in 13 stati dell'unione fra cui, appunto, il Texas.
Dal 26 giugno 2015 a tutti gli stati viene concessa la licenza di riconoscere ed effettuare all'interno del proprio territorio il matrimonio tra persone dello stesso sesso, ciò a causa della decisione assunta dalla suprema corte nel caso Obergefell contro Hodges; viene qui dichiarato che il diritto fondamentale di sposarsi - garantito dal XIV emendamento della Costituzione degli Stati Uniti d'America - dev'essere esteso anche alle coppie dello stesso sesso.
Le più ampie ed importanti estensioni in materia di diritti LGBT sono venute direttamente dalla suprema corte federale. In quattro sentenze prese come punto di riferimento tra gli anni 1996-2015 la Corte suprema ha invalidato una legge statale del Colorado (in "Romer v. Evans") che vietava il riconoscimento di classe protetta basata sull'omosessualità, stroncato tutte le leggi anti-sodomia ancora vigenti a livello statale, colpito la 3ª sezione del "Defense of Marriage Act" (nel caso United States v. Windsor del 2013), ed infine reso il matrimonio omosessuale legale a livello nazionale.
Le leggi concernenti i diritti LGBT in materia di famiglia e contro la discriminazione sono ancora relativamente variabili a seconda dello Stato preso in considerazione. L'età del consenso in ciascuna giurisdizione viene fissata tra i 16 e i 18 anni, col mantenimento in alcuni casi di una differenza per maschi e femmine o per il tipo di relazione intercorsa (se eterosessuale oppure omosessuale).
Ventidue stati più Washington DC. e Porto Rico hanno messo fuorilegge la possibilità di discriminazione basata sull'orientamento sessuale, mentre in 19 (più Washington DC e Porto Rico) ha bandito tutte quelle forme ed espressioni discriminatorie basate sull'identità di genere.
Anche i crimini d'odio fondatisi sull'orientamento e l'identità sono oggi punibili dalla legge federale attraverso la Matthew Shepard Act approvata e firmata alla fine di ottobre 2009 dal presidente Barack Obama.
Nel 2012 l'agenzia federale per le pari opportunità (Equal Employment Opportunity Commission-EEOC) ha stabilito che il VII titolo della Civil Rights Act (1964) non può consentire alcun tipo di discriminazione fondata sull'identità di genere nei luoghi di lavoro in quanto forma discriminatoria basata sul sesso; nel 2015 la stessa Commissione ha concluso alla stessa maniera anche per quel che riguarda la discriminazione nel posto di lavoro basata sull'orientamento sessuale.
La legge riguardante l'adozione da parte di coppie dello stesso sesso è stata promulgata a livello nazionale nel giugno 2015.
Purtuttavia, per quanto riguarda le politiche di adozione, esse continuano ancora a variare notevolmente da una giurisdizione statale all'altra; alcuni ad esempio permettono l'adozione da parte di tutte le coppie, mentre altri la vietano a quelle non ancora legalmente sposate.
I diritti civili per le persone LGBT negli Stati Uniti sono sostenuti da una serie di organizzazioni a tutti i livelli, con concentrazioni nella vita politica e giuridica, tra cui la Human Rights Campaign, Lambda Legal (Lambda Legal Defense e Education Fund) a sostegno dell persone con Hiv, la Gay & Lesbian Advocates & Defenders (GLAD), l'American Civil Liberties Union (ACLU) e il National Center for Lesbian Rights (NCLR).

## Diritti LGBT e diritto statale e federale

### Legislazioni antidiscriminatorie

#### Strutture mediche
Il 14 aprile 2010 il presidente Barack Obama ha emesso un ordine esecutivo presso il Dipartimento della Salute e dei Servizi Umani degli Stati Uniti d'America per elaborare nuove regole per tutti gli ospedali che accettano i fondi del programma Medicare o Medicaid. Essi richiederebbero strutture per concedere visite e diritti medici decisionali ai partner gay e lesbiche, nonché ai rappresentanti familari come vedove e vedovi.
Tali diritti non sono protetti dalla legge in molti Stati. Obama ha detto che è stato ispirato dal caso di una famiglia della Florida, dove una delle madri è morta mentre il suo partner e ai suoi quattro bambini sono stati negati i diritti di visita dall'ospedale.

Stati che vietano la discriminazione nei confronti degli alloggi in base all'orientamento sessuale o all'identità di genere. Le norme HUD richiedono che tutti i fornitori di alloggi che ricevano finanziamenti HUD non discriminino l'orientamento sessuale o l'identità di genere di un individuo..
Proibisce la discriminazione in base all'orientamento sessuale e all'identità di genere
Vieta la discriminazione di alloggio solo in base all'orientamento sessuale
Situazione non chiara

     Proibisce la discriminazione in base all'orientamento sessuale e all'identità di genere
     Vieta la discriminazione di alloggio solo in base all'orientamento sessuale
     Situazione non chiara

#### Alloggi
L'Ufficio per l'equità e l'uguaglianza delle opportunità (FHEO) è un'agenzia all'interno del Dipartimento della Casa e dello Sviluppo Urbano degli Stati Uniti d'America. FHEO è responsabile dell'amministrazione e dell'esecuzione delle leggi federali in materia di alloggi equi e stabilisce politiche che assicurino che tutti gli americani abbiano uguale accesso alla casa di loro scelta.
La discriminazione nei riguardi delle abitazioni si riferisce alla discriminazione nei confronti degli affittuari potenziali o attuali. Negli Stati Uniti non esiste una legge federale contro tale discriminazione basata sull'orientamento sessuale o l'identità di genere, ma almeno ventuno stati e molte tra le città principali hanno adottato leggi che la vietano (vedi, ad esempio, la "Washington House Bill 2661").
Nel 2012 l'Ufficio degli Stati Uniti per l'edilizia abitativa e lo sviluppo urbano dell'"Office of Fair Housing and Equal Opportunity" (Organizzazione equa residenziale e delle pari opportunità) ha emanato un regolamento per vietare la discriminazione LGBT nei programmi di alloggio federalmente assistiti.
Le nuove regolamentazioni assicurano che i programmi di alloggi core del Dipartimento siano aperti a tutte le persone ammissibili, indipendentemente dall'orientamento sessuale o dall'identità di genere.
L'Ufficio per l'equità e l'uguaglianza delle opportunità è responsabile dell'applicazione di una varietà di leggi sulle abitazioni eque, che vietano la discriminazione sia negli alloggi privati che in quelli assistiti pubblicamente, tra cui:
- Il "Fair Housing Act"
- Il titolo VI della Civil Rights Act (1964)
- La sezione 504 della "Rehabilitation Act of 1973"
- La sezione 109 del titolo I della "Housing and Community Development Act of 1974"
- Il titolo II della "Americans with Disabilities Act of 1990"
- L'"Architectural Barriers Act of 1968"
- L'"Age Discrimination Act of 1975"
- Il titolo IX dell'"Education Amendments Act of 1972"

#### Occupazione
Orientamento sessuale e identità di genere in tutti i settori dell'occupazione
     Orientamento sessuale in tutti i settori dell'occupazione, identità di genere solo nell'occupazione statale
     Orientamento sessuale in tutti i settori lavorativi
     Orientamento sessuale e identità di genere solo nell'occupazione statale
     Orientamento sessuale solo nell'occupazione statale
      Nessuna protezione a livello statale per i dipendenti LGBT

Le leggi LGBT attualmente in vigore negli Stati Uniti.
Orientamento sessuale e identità di genere in tutti i settori dell'occupazione
Orientamento sessuale in tutti i settori dell'occupazione, identità di genere solo nell'occupazione statale
Orientamento sessuale in tutti i settori lavorativi
Orientamento sessuale e identità di genere solo nell'occupazione statale
Orientamento sessuale solo nell'occupazione statale
Nessuna protezione a livello statale per i dipendenti LGBT

Non esiste uno statuto federale che si occupa della discriminazione in materia di occupazione basata sull'orientamento sessuale o sull'identità di genere.
Le protezioni a livello nazionale sono limitate. Alcune norme tutelano i dipendenti governativi, ma non estendono le loro protezioni al settore privato.
Ventidue Stati federati degli Stati Uniti d'America, il distretto di Columbia (Washington), Porto Rico e oltre 140 città e contee hanno adottato i divieti di discriminazione fondati sull'orientamento sessuale e/o sull'identità sessuale.
La discriminazione in materia di occupazione si riferisce a pratiche discriminatorie in materia di occupazione, come la scelta aprioristica nell'assunzione, la promozione, l'assegnazione di posti di lavoro, la risoluzione e la compensazione e vari tipi di molestie.
Negli Stati Uniti esiste un principio di legge legale, common law che stabilisce che le discriminazioni in materia di occupazione basate sull'orientamento sessuale sono intese come un errore giuridico.
I presidenti hanno stabilito alcune protezioni per alcuni dipendenti del governo federale da parte dell'ordine esecutivo.
Nel 1995 l'Ordine esecutivo 12968 del presidente Bill Clinton, che stabiliva criteri per la limitazione della libertà in casi di sicurezza, includeva l'orientamento sessuale per la prima volta nella sua definizione di non discriminazione: "Il governo degli Stati Uniti non discrimina sulla base della razza, del colore, della religione, del sesso , dell'origine nazionale, della disabilità o dell'orientamento sessuale nell'accesso a informazioni riservate". Ha anche affermato che "nessuna conclusione" circa l'idoneità all'accesso alle informazioni classificate "può essere sollevata solamente sulla base dell'orientamento sessuale del dipendente". [16] L'Ordine esecutivo di Clinton n. 13087 nel 1998 vietava inoltre la discriminazione fondata sull'orientamento sessuale nel contesto competitivo del servizio della forza lavoro federale civile. Esso si applicava alla grande maggioranza dei dipendenti federali, ma non ai servizi esclusi come quelli militari.
All'inizio del 2010 l'amministrazione Obama ha incluso l'identità di genere tra le classi protette contro la discriminazione sotto l'autorità della "Equal Employment Opportunity Commission" (EEOC). Nel 2012 l'"Equal Employment Opportunity Commission" ha stabilito che il titolo VII della Civil Rights Act (1964) non consente la discriminazione in materia di occupazione basata sull'identità di genere, in quanto è una forma di discriminazione sessuale.
Nel 2015 la commissione per le pari opportunità di occupazione ha concluso che il titolo VII della legge sui diritti civili del 1964 non consente la discriminazione dell'orientamento sessuale nell'occupazione perché è una forma di discriminazione sessuale.
Il 21 luglio 2014 il presidente Obama ha firmato l'ordine esecutivo n. 13672, aggiungendo l'"identità di genere" alle categorie protette contro la discriminazione in assunzione della forza lavoro federale civile e l'"orientamento sessuale" e l'identità di genere "alle categorie protette contro la discriminazione nell'assunzione e Occupazione da parte dei contraenti e subappaltatori del governo federale.
Nel giugno 2020, la Corte Suprema, tramite la sentenza Bostock contro Clayton County ha esteso l'interpretazione della parola sex presente nel Civil Right del 1964, stabilendo il divieto di discriminazione dei lavoratori non soltanto in base al sesso biologico, ma anche all'orientamento sessuale.
Il provvedimento ha decretato la conseguente nullità degli atti di licenziamento discriminatori intimati e la reintegrazione dei lavoratori.

#### Legislazioni sui crimini d'odio
Orientamento sessuale e identità di genere riconosciuti nella legge sui delitti di odio
     Orientamento sessuale riconosciuto nella legge sui delitti di odio
     Orientamento sessuale riconosciuto per la raccolta di dati sui crimini di odio
     La legge statale sui crimini d'odio statale non include l'orientamento sessuale o l'identità di genere

Le leggi LGBT in vigore negli Stati Uniti per i crimini di odio per Stato. Una legge nazionale sui crimini di odio comprende sia l'orientamento sessuale che l'identità di genere.
Orientamento sessuale e identità di genere riconosciuti nella legge sui delitti di odio
Orientamento sessuale riconosciuto nella legge sui delitti di odio
Orientamento sessuale riconosciuto per la raccolta di dati sui crimini di odio
La legge statale sui crimini d'odio statale non include l'orientamento sessuale o l'identità di genere

Le legislazioni sui crimini d'odio (note anche come leggi sulla prevenzione del crimine) proteggono dai reati motivati da sentimenti di inimicizia contro una classe protetta. Fino al 2009 una legge federale del 1969 definiva i crimini di odio commessi sulla base di una razza, di un colore, di una religione o della nazionalità di una persona quando si impegnano in un'attività federale protetta.
Nell'ottobre 2009 il Congresso degli Stati Uniti d'America ha approvato la Matthew Shepard Act, che ha ampliato la definizione di crimini di odio per includere il sesso, l'orientamento sessuale, l'identità di genere e la disabilità. Ha eliminato il requisito che la vittima di un crimine di odio sia impegnata in un'attività federale protetta. Il presidente Obama ha firmato la legislazione il 28 ottobre 2009.
Due statuti, la legge sulle statistiche sugli omicidi (1990) e il diritto di legge sui crimini d'odio (1997), richiedono che il Dipartimento di Giustizia degli Stati Uniti d'America e l'FBI, nonché le autorità di sicurezza dei campus universitari, raccolgano e pubblichino Statistiche sul crimine dell'odio.
Quarantacinque stati, il distretto di Columbia e Porto Rico hanno statuti che criminalizzano vari tipi di violenza o intimidazioni motivate da odio (le eccezioni sono l'Arkansas, la Georgia, l'Indiana, la Carolina del Sud e lo Wyoming). Ognuno di questi statuti copre le espressioni d'odio sulla base della razza, della religione e dell'etnia. 31 Stati e il Distretto di Columbia hanno statuti che creano l'azione di una causa civile (responsabilità patrimoniale), oltre alla sanzione penale, per atti simili. 27 stati e il distretto di Columbia hanno statuti che richiedono allo Stato di raccogliere le statistiche sul crimine dell'odio; 16 di questi riguardano l'orientamento sessuale.
In "Wisconsin v. Mitchell" (1993) la Corte suprema degli Stati Uniti d'America ha ritenuto all'unanimità che le leggi dello stato riguardanti i crimini d'odio erano costituzionali e non violavano i diritti del I emendamento della Costituzione degli Stati Uniti d'America sulla libertà di pensiero e di espressione.

### Visita del partner
Negli Stati Uniti quattro stati permettono la visita del partner ai carcerati: prima California, Connecticut, New York e Washington, in seguito tutti gli Stati hanno legalizzato il matrimonio tra persone dello stesso sesso nel giugno 2015.
Nel giugno 2007, in California, dopo l'emanazione nel 2005 di una legge statale che obbligava le agenzie statali a fornire gli stessi diritti ai partner conviventi e alle coppie sposate, è diventato il primo Stato americano a consentire le visite coniugali dello stesso sesso.
Le nuove regole consentivano le visite solo per le coppie sposate o i partner conviventi dello stesso sesso, a condizione che fosse stato stabilito il matrimonio di sesso o partenariato domestico prima che il detenuto fosse stato incarcerato.
A New York, prima della votazione sulle visite sessuali, questo stato consentiva che 27 delle sue 60 strutture permettessero le visite coniugali per le coppie dello stesso sesso, ma questa legge non fu applicata fino ad aprile 2011. Nel 2014 sia il Nuovo Messico che il Mississippi vietavano le visite coniugali.

## Presidenti e omosessualità

### George Washington

#### Comandante in Capo dell'esercito continentale
Per addestrare il nuovo Esercito Continentale nelle ultime forme di esercitazioni militari e tattiche disponibili sul campo il generale George Washington chiamò presso di sé Friedrich Wilhelm von Steuben (1730-94), che era stato un ufficiale dello stato maggiore tedesco; dovette fuggire dal Regno di Prussia - dove fu minacciato con l'accusa di "crimine di perversione" - a Parigi. Si unì all'esercito di Washington a "Valley Forge" nel febbraio del 1778 accompagnato da due giovani aiutanti.
Steuben poté in tal maniera diventare un generale americano e un consulente senior di Washington. Nonostante le voci sul comportamento sessuale assai disinvolto che si poteva sperimentare alle sue feste, non vi sarà mai alcuna indagine sul suo conto: ricevette una pensione elargitagli dal Congresso degli Stati Uniti d'America poco dopo la conclusione della guerra d'indipendenza americana.
La prima prova di antipatia nei riguardi degli omosessuali che prestavano servizio nell'esercito statunitense può essere fatta risalire all'11 marzo del 1778, quando il tenente Frederick Gotthold Enslin fu processato dinanzi a una corte marziale.
Secondo il rapporto stilato dal generale Washington: "... Enslin del "Malcolm's Additional Continental Regiment" ha tentato di commettere sodomia..." Il segretario particolare del futuro primo presidente descrisse i risultati del procedimento giudiziario nella maniera che segue: "Sua Eccellenza il Comandante in capo approva la sentenza e con "Abhorrence & Detestation of such Infamous Crimes" ordina a Enslin di subire la radiazione con disonore domani mattina...."

### John Adams
Nel 1801 l'Assemblea congressuale promulgò il District of Columbia Organic Act il quale fece continuare a tutti gli effetti l'intera legislazione criminale degli Stati federati degli Stati Uniti d'America del Maryland e della Virginia nel "distretto" ora formalmente strutturato, con quelle del Maryland che si applicavano a quella parte del Distretto ceduta dal Maryland e viceversa.
A quel tempo il Maryland aveva una legge sulla sodomia applicabile solo ai maschi liberi con una punizione di "lavoro per qualsiasi tempo, a loro discrezione, non superiore a sette anni per lo stesso crimine, sulle strade pubbliche di detta contea, o nel fare, riparare o pulire le strade della città di Baltimora"; impose invero la pena di morte per gli schiavi che avessero avuto il coraggio di commettere lo stesso reato.
Allo stesso modo la Virginia aveva una pena di 1-10 anni per le persone libere, ma imponeva la pena di morte per gli schiavi. La legge entrò in vigore il 27 febbraio del 1801.

### Thomas Jefferson

#### Governatore della Virginia
Nel 1779 Thomas Jefferson redasse un disegno di legge per la Virginia il quale conteneva la punizione massima della castrazione per gli uomini che praticavano la sodomia; tuttavia ciò era inteso da Jefferson come una liberalizzazione delle leggi sulla sodomia nello Stato per quel tempo: fu respinto dalla Legislatura statale, che continuò pertanto a prescrivere la morte come pena massima per l'"immondo crimine sodomitico".

### Andrew Jackson
Nel 1831 il Congresso stabilì sanzioni nel "Distretto di Columbia" per una serie di crimini, ma non per la sodomia; precisò che "ogni altro crimine, reato o offesa non previsto da questo atto, può e deve essere punito come prima". A quel tempo il Maryland e la Virginia avevano una pena che poteva variare da 1 a 10 anni: entrò in vigore il 2 marzo del 1831.

### William Henry Harrison

#### Governatore del territorio dell'Indiana
Nel 1807 William Henry Harrison firmò un codice penale completo che includeva la prima legge sulla sodomia per il Territorio dell'Indiana la quale eliminava le specificità di genere, riduceva la pena per un massimo da 1 a 5 anni di carcere, una multa di $ 100 a $ 500, fino a 500 colpi di fustigazione alla schiena e una perdita permanente dei diritti civili.

### Benjamin Harrison
Nel 1892 il Congresso approvò una legge per il "Distretto di Columbia" in cui si affermò che "per la conservazione della pace pubblica e la protezione della proprietà all'interno del Distretto di Columbia" tutti coloro che fossero etichettati come vagabondi erano: "tutte le prostitute pubbliche e quelle persone che conducono uno stile di vita notoriamente osceno o abbruttito dalla lascivia".
Tutti i trasgressori dovevano pagare una multa fino a $ 200 e mantenere un "buon comportamento" per un periodo di sei mesi: la legge entrò in vigore il 29 luglio del 1892.

## Tabella riassuntiva
| Stato                | Matrimonio | Adozione congiunta | Adozione dei figli del partner | Adozione da single | Unioni Civili | Leggi anti-discriminazione | Note aggiuntive |
| -------------------- | ---------- | ------------------ | ------------------------------ | ------------------ | ------------- | -------------------------- | --- |
| Alabama              | Sì         | Sì                 | Sì                             | Sì                 | No            | No                         | Fino alla sentenza Lawrence v. Texas, la sodomia etero e omosessuale era punita con fino a 1 anno di prigione e/o fino a 2.000 dollari di multa (non applicabile a coppie sposate). Nel 2015, un giudice federale invalidò la disposizione costituzionale che sanciva la natura esclusivamente eterosessuale del matrimonio, legalizzando il matrimonio omosessuale. |
| Alaska               | Sì         | Sì                 | Sì                             | Sì                 | No            | No                         | La legge contro la sodomia fu abrogata in via legislativa nel 1980. Nel 2014, un giudice federale invalidò la disposizione costituzionale che sanciva la natura esclusivamente eterosessuale del matrimonio, legalizzando il matrimonio omosessuale. |
| Arizona              | Sì         | Sì                 | Sì                             | Sì                 | No            | No                         | La legge contro la sodomia fu abrogata in via legislativa nel 2001. Puniva la sodomia etero e omosessuale con fino a 30 giorni di prigione e/o fino a 500 dollari di multa. Nel 2014, un giudice federale invalidò la disposizione costituzionale che sanciva la natura esclusivamente eterosessuale del matrimonio, legalizzando il matrimonio omosessuale. |
| Arkansas             | Sì         | Sì                 | No                             | Sì                 | No            | No                         | La legge contro la sodomia fu dichiarata incostituzionale dalla Corte Suprema statale nel 2001. Prevedeva fino ad 1 anno di prigione e/o fino a 1000 dollari di multa. Il matrimonio egualitario è diventato legale soltanto dopo la sentenza Obergefell v. Hodges. |
| California           | Sì         | Sì                 | Sì                             | Sì                 | Sì            | Sì                         | La legge contro la sodomia fu abrogata in via legislativa nel 1976. Il contratto domestico di associazione fu introdotto nel 1999 e prevede l'adozione dei figliastri, mentre nel 2008 si ha l'introduzione del matrimonio omosessuale dopo una sentenza della Corte Suprema statale, ma nello stesso anno fu approvato tramite referendum un emendamento costituzionale che sanciva la natura esclusivamente eterosessuale del matrimonio. Questa disposizione costituzionale fu dichiarata incostituzionale dalla Corte Suprema nel 2013. Con questa sentenza, il matrimonio omosessuale fu quindi ripristinato. |
| Carolina del Nord    | Sì         | Sì                 | Sì                             | Sì                 | No            | No                         | Fino alla sentenza Lawrence v. Texas, la sodomia etero e omosessuale era punita con fino a 10 anni di prigione. Nel 2014, un giudice federale invalidò la disposizione costituzionale che sanciva la natura esclusivamente eterosessuale del matrimonio, legalizzando il matrimonio omosessuale. |
| Carolina del Sud     | Sì         | Sì                 | Sì                             | Sì                 | No            | No                         | Fino alla sentenza Lawrence v. Texas, la sodomia etero e omosessuale era punita con fino a 5 anni di prigione e/o fino a 500 dollari di multa. Nel 2014, un giudice federale invalidò la disposizione costituzionale che sanciva la natura esclusivamente eterosessuale del matrimonio, legalizzando il matrimonio omosessuale. |
| Colorado             | Sì         | Sì                 | Sì                             | Sì                 | Sì            | Sì                         | La legge contro la sodomia fu abrogata in via legislativa nel 1972. Nel 2014, un giudice federale invalidò la disposizione costituzionale che sanciva la natura esclusivamente eterosessuale del matrimonio, legalizzando il matrimonio omosessuale. |
| Connecticut          | Sì         | Sì                 | Sì                             | Sì                 | No            | Sì                         | La legge contro la sodomia fu abrogata in via legislativa nel 1971. I contratti di unione civile furono introdotti nel 2005, ma nel 2008 la Corte Suprema statale dichiarò incostituzionale questa legge perché riteneva che creasse delle unioni di seconda classe rispetto a quelle eterosessuali. Con questa sentenza, il matrimonio fu quindi esteso alle coppie omosessuali. |
| Dakota del Nord      | Sì         | Sì                 | No                             | Sì                 | No            | No                         | La legge contro la sodomia fu abrogata in via legislativa nel 1975. Il matrimonio egualitario è diventato legale soltanto dopo la sentenza Obergefell v. Hodges. |
| Dakota del Sud       | Sì         | Sì                 | No                             | Sì                 | No            | No                         | La legge contro la sodomia fu abrogata in via legislativa nel 1977. Il matrimonio egualitario è diventato legale soltanto dopo la sentenza Obergefell v. Hodges. |
| Delaware             | Sì         | Sì                 | Sì                             | Sì                 | No            | Sì                         | La legge contro la sodomia fu abrogata in via legislativa nel 1973. Il matrimonio egualitario fu introdotto in via legislativa nel 2013. |
| Florida              | Sì         | Sì                 | Sì                             | Sì                 | No            | No                         | Fino alla sentenza Lawrence v. Texas, la sodomia etero e omosessuale era punita con fino a 60 giorni di prigione e/o fino a 500 dollari di multa. Nel 2015, un giudice federale invalidò la disposizione costituzionale che sanciva la natura esclusivamente eterosessuale del matrimonio, legalizzando il matrimonio omosessuale. |
| Georgia              | Sì         | Sì                 | No                             | Sì                 | No            | No                         | La legge contro la sodomia fu dichiarata incostituzionale dalla Corte Suprema statale nel 1998. Il matrimonio egualitario è diventato legale soltanto dopo la sentenza Obergefell v. Hodges. |
| Hawaii               | Sì         | Sì                 | Sì                             | Sì                 | Sì            | Sì                         | La legge contro la sodomia fu abrogata in via legislativa nel 1973. Le unioni civili sono riconosciute dal 2008. Il matrimonio egualitario fu introdotto in via legislativa nel 2013. |
| Idaho                | Sì         | Sì                 | Sì                             | Sì                 | No            | Sì                         | Fino alla sentenza Lawrence v. Texas, la sodomia etero e omosessuale era punita con da 5 anni di prigione all'ergastolo. Nel 2014, la Corte Federale l'Appello per il IX circuito invalidò la disposizione costituzionale che sanciva la natura esclusivamente eterosessuale del matrimonio, legalizzando il matrimonio omosessuale. |
| Illinois             | Sì         | Sì                 | Sì                             | Sì                 | Sì            | Sì                         | La legge contro la sodomia fu abrogata in via legislativa nel 1962. L'Illinois fu il primo stato americano ad abolire la legge contro la sodomia. Il matrimonio egualitario fu introdotto in via legislativa nel 2014. |
| Indiana              | Sì         | Sì                 | Sì                             | Sì                 | No            | No                         | La legge contro la sodomia fu abrogata in via legislativa nel 1977. Nel 2014, la Corte Federale d'Appello per il VII circuito invalidò la disposizione costituzionale che sanciva la natura esclusivamente eterosessuale del matrimonio, legalizzando il matrimonio omosessuale. |
| Iowa                 | Sì         | Sì                 | Sì                             | Sì                 | No            | Sì                         | La legge contro la sodomia fu abrogata in via legislativa nel 1978. Il matrimonio egualitario fu introdotto a seguito di una sentenza della Corte Suprema statale del 2009. |
| Kansas               | Sì         | Sì                 | -                              | Sì                 | No            | No                         | Fino alla sentenza Lawrence v. Texas, la sola sodomia omosessuale era punita con fino a 6 mesi di prigione e/o fino a 1000 dollari di multa. Nel 2014, un giudice federale invalidò la disposizione costituzionale che sanciva la natura esclusivamente eterosessuale del matrimonio, legalizzando il matrimonio omosessuale. |
| Kentucky             | Sì         | Sì                 | No                             | Sì                 | No            | No                         | La legge sulla sodomia fu dichiarata incostituzionale dalla Corte Suprema statale nel 1992. Il matrimonio egualitario è diventato legale soltanto dopo la sentenza Obergefell v. Hodges. |
| Louisiana            | Sì         | Sì                 | No                             | Sì                 | No            | No                         | Fino alla sentenza Lawrence v. Texas, la sodomia etero e omosessuale era punita con fino a 5 anni di prigione e/o fino a 2000 dollari di multa. Il matrimonio egualitario è diventato legale soltanto dopo la sentenza Obergefell v. Hodges. |
| Maine                | Sì         | Sì                 | Sì                             | Sì                 | Sì            | Sì                         | La legge contro la sodomia fu abrogata in via legislativa nel 1976. Le unioni civili sono state introdotte nel 2004, mentre il matrimonio egualitario fu introdotto nel 2012 in via referendaria. |
| Maryland             | Sì         | Sì                 | Sì                             | Sì                 | Sì            | Sì                         | La legge sulla sodomia fu dichiarata incostituzionale dalla Corte Suprema statale nel 1999. Il matrimonio egualitario fu introdotto in via legislativa nel 2012 (nello stesso anno si tenne un referendum confermativo, che ebbe esito positivo). |
| Massachusetts        | Sì         | Sì                 | Sì                             | Sì                 | No            | Sì                         | La legge sulla sodomia fu dichiarata incostituzionale dalla Corte Suprema statale nel 1974. Nel 2004, grazie sempre alla Corte Suprema statale, il Massachusetts divenne il primo Stato americano a legalizzare il matrimonio omosessuale. |
| Michigan             | Sì         | Sì                 | No                             | Sì                 | No            | No                         | Fino alla sentenza Lawrence v. Texas, la sodomia etero e omosessuale era punita con fino a 15 anni di prigione. Il matrimonio egualitario è diventato legale soltanto dopo la sentenza Obergefell v. Hodges. |
| Minnesota            | Sì         | Sì                 | Sì                             | Sì                 | No            | Sì                         | La legge sulla sodomia fu dichiarata incostituzionale dalla Corte d'Appello statale nel 2001. Prevedeva fino a 1 anno di prigione e/o fino a 3.000 dollari di multa. Il matrimonio egualitario fu introdotto in via legislativa nel 2013. |
| Mississippi          | Sì         | Sì                 | No                             | Sì                 | No            | No                         | Fino alla sentenza Lawrence v. Texas, la sodomia etero e omosessuale era punita con fino a 10 anni di prigione. Il matrimonio egualitario è diventato legale soltanto dopo la sentenza Obergefell v. Hodges. |
| Missouri             | Sì         | Sì                 | Sì                             | Sì                 | No            | No                         | Fino alla sentenza Lawrence v. Texas, la sola sodomia omosessuale era punita con fino a 1 anno di prigione e/o fino a 1000 dollari di multa. Il matrimonio egualitario è diventato legale soltanto dopo la sentenza Obergefell v. Hodges. |
| Montana              | Sì         | Sì                 | Sì                             | Sì                 | No            | No                         | La legge sulla sodomia fu dichiarata incostituzionale dalla Corte Suprema statale nel 1997. Nel 2014, un giudice federale invalidò la disposizione costituzionale che sanciva la natura esclusivamente eterosessuale del matrimonio, legalizzando il matrimonio omosessuale. |
| Nebraska             | Sì         | Sì                 | No                             | Sì                 | No            | No                         | La legge contro la sodomia fu abrogata in via legislativa nel 1978. Il matrimonio egualitario è diventato legale soltanto dopo la sentenza Obergefell v. Hodges. |
| Nevada               | Sì         | Sì                 | Sì                             | Sì                 | Sì            | Sì                         | La legge contro la sodomia fu abrogata in via legislativa nel 1993. Nel 2014, la Corte Federale l'Appello per il IX circuito invalidò la disposizione costituzionale che sanciva la natura esclusivamente eterosessuale del matrimonio, legalizzando il matrimonio omosessuale. |
| New Hampshire        | Sì         | Sì                 | Sì                             | Sì                 | No            | Sì                         | La legge contro la sodomia fu abrogata in via legislativa nel 1975. Le unioni civili sono state legalizzate nel 2008, mentre il matrimonio egualitario è stato introdotto in via legislativa nel 2010. |
| New Jersey           | Sì         | Sì                 | Sì                             | Sì                 | Sì            | Sì                         | La legge contro la sodomia fu abrogata in via legislativa nel 1979. Le unioni civili sono attive dal 2006, mentre il matrimonio egualitario è stato introdotto nel 2013 dopo la sentenza di un giudice statale. |
| New York             | Sì         | Sì                 | Sì                             | Sì                 | No            | Sì                         | La legge sulla sodomia fu dichiarata incostituzionale dalla Corte Suprema statale nel 1980. Il matrimonio egualitario è stato introdotto in via legislativa nel 2011. |
| Nuovo Messico        | Sì         | Sì                 | Sì                             | Sì                 | No            | Sì                         | La legge contro la sodomia fu abrogata in via legislativa nel 1975. Il matrimonio egualitario è stato introdotto nel 2013 dopo una sentenza della Corte Suprema statale. |
| Ohio                 | Sì         | Sì                 | No                             | Sì                 | No            | No                         | La legge contro la sodomia fu abrogata in via legislativa nel 1974. Il matrimonio egualitario è diventato legale soltanto dopo la sentenza Obergefell v. Hodges. |
| Oklahoma             | Sì         | Sì                 | Sì                             | Sì                 | No            | No                         | Fino alla sentenza Lawrence v. Texas, la sola sodomia omosessuale era punita con fino a 10 anni di prigione. La legge originariamente puniva anche la sodomia eterosessuale, ma nel 1986 la Corte d'Appello statale stabilì che tale legge dovesse essere applicata solo per quella omosessuale. Nel 2014, la Corte Federale d'Appello per il X circuito invalidò la disposizione costituzionale che sanciva la natura esclusivamente eterosessuale del matrimonio, legalizzando il matrimonio omosessuale. |
| Oregon               | Sì         | Sì                 | Sì                             | Sì                 | Sì            | Sì                         | La legge contro la sodomia fu abrogata in via legislativa nel 1972. Le unioni civili sono attive dal 2007. Nel 2014, un giudice federale invalidò la disposizione costituzionale che sanciva la natura esclusivamente eterosessuale del matrimonio, legalizzando il matrimonio omosessuale. |
| Pennsylvania         | Sì         | Sì                 | Sì                             | Sì                 | No            | No                         | La legge sulla sodomia fu dichiarata incostituzionale dalla Corte Suprema statale nel 1980. Nel 2014, un giudice federale invalidò la disposizione costituzionale che sanciva la natura esclusivamente eterosessuale del matrimonio, legalizzando il matrimonio omosessuale. |
| Rhode Island         | Sì         | Sì                 | Sì                             | Sì                 | Sì            | Sì                         | La legge contro la sodomia fu abrogata in via legislativa nel 1998. Il matrimonio egualitario è stato introdotto in via legislativa nel 2013. |
| Tennessee            | Sì         | Sì                 | No                             | Sì                 | No            | No                         | La legge sulla sodomia fu dichiarata incostituzionale dalla Corte Suprema statale nel 1996. Il matrimonio egualitario è diventato legale soltanto dopo la sentenza Obergefell v. Hodges. |
| Texas                | Sì         | Sì                 | -                              | Sì                 | No            | No                         | Fino alla sentenza Lawrence v. Texas, la sola sodomia omosessuale era punita con fino a 200 dollari di multa. Il matrimonio egualitario è diventato legale soltanto dopo la sentenza Obergefell v. Hodges. |
| Utah                 | Sì         | Sì                 | Sì                             | Sì                 | No            | No                         | Fino alla sentenza Lawrence v. Texas, la sodomia etero e omosessuale era punita con fino a 6 mesi di prigione. Nel 2014, la Corte Federale d'Appello per il X circuito invalidò la disposizione costituzionale che sanciva la natura esclusivamente eterosessuale del matrimonio, legalizzando il matrimonio omosessuale. |
| Vermont              | Sì         | Sì                 | Sì                             | Sì                 | Sì            | Sì                         | La legge contro la sodomia fu abrogata in via legislativa nel 1977. Il Vermont fu il primo Stato americano a riconoscere le unioni civili per le coppie omosessuali nel 2000, mentre nel 2009 fu introdotto in via legislativa il matrimonio egualitario. |
| Virginia             | Sì         | Sì                 | Sì                             | Sì                 | No            | No                         | Fino alla sentenza Lawrence v. Texas, la sodomia etero e omosessuale era punita con da 5 a 20 anni di prigione. Nel 2014, la Corte Federale d'Appello per il IV circuito invalidò la disposizione costituzionale che sanciva la natura esclusivamente eterosessuale del matrimonio, legalizzando il matrimonio omosessuale. |
| Virginia Occidentale | Sì         | Sì                 | Sì                             | Sì                 | No            | No                         | La legge contro la sodomia fu abrogata in via legislativa nel 1976. Dopo che la Corte Federale d'Appello per il IV circuito ebbe invalidato la disposizione costituzionale della Virginia che sanciva la natura esclusivamente eterosessuale del matrimonio, il Governatore della Virginia Occidentale riconobbe il precedente e ordinò alle contee di rilasciare le licenze matrimoniali per le coppie omosessuali. |
| Washington           | Sì         | Sì                 | Sì                             | Sì                 | Sì            | Sì                         | La legge contro la sodomia fu abrogata in via legislativa nel 1976. Le unioni civili sono state legalizzate nel 2007, mentre il matrimonio egualitario fu introdotto in via legislativa nel 2012 (nello stesso anno si tenne un referendum confermativo, che ebbe esito positivo). |
| Washington, D.C.     | Sì         | Sì                 | Sì                             | Sì                 | Sì            | Sì                         | La legge contro la sodomia fu abrogata in via legislativa nel 1993. Le unioni civili sono previste dal 1992, mentre il matrimonio egualitario fu introdotto in via legislativa nel 2010. |
| Wisconsin            | Sì         | Sì                 | Sì                             | Sì                 | Sì            | Sì                         | La legge contro la sodomia fu abrogata in via legislativa nel 1983. Nel 2014, la Corte Federale d'Appello per il VII circuito invalidò la disposizione costituzionale che sanciva la natura esclusivamente eterosessuale del matrimonio, legalizzando il matrimonio omosessuale. |
| Wyoming              | Sì         | Sì                 | Sì                             | Sì                 | No            | No                         | La legge contro la sodomia fu abrogata in via legislativa nel 1977. Nel 2014, un giudice federale invalidò la disposizione costituzionale che sanciva la natura esclusivamente eterosessuale del matrimonio, legalizzando il matrimonio omosessuale. |